# Миронівка (Нікопольський район)
Миро́нівка — село в Україні, у Нікопольському районі Дніпропетровської області. Входить до складу Покровської міської громади.
До 2018 року орган місцевого самоврядування — Шолоховська сільська рада. Населення — 330 мешканців.

## Географія
Село Миронівка знаходиться на лівому березі річки Базавлук, вище за течією на відстані 4,5 км розташоване село Шишкине, нижче за течією на відстані 8 км розташоване село Шолохове. На відстані 1 км розташоване село Улянівка.